# Sebastes flavidus
Sébaste à queue jaune
Espèce
Sebastes flavidus ou Sébaste à queue jaune est une espèce de poissons de la famille des Scorpaenidae.